# Michael Bronski
Michael Bronski, né le 12 mai 1949, est un universitaire, écrivain et militant LGBT américain, surtout connu pour son ouvrage A Queer History of the United States publié en 2011. Militant depuis 1969, il a remporté de nombreux prix pour l'activisme et l'érudition LGBTQ, dont le prix Bill Whitehead de Publishing Triangle pour l'ensemble de son œuvre. Bronski est professeur à l'université de Harvard.

## Carrière
Depuis 1970, Bronski écrit sur la culture, la politique, le cinéma, le théâtre, les livres, la sexualité, la culture LGBT et l'actualité. En tant que journaliste, critique culturel et commentateur politique, il a été publié dans divers médias, notamment The Village Voice, The Boston Globe, GLQ, The Los Angeles Times, The Boston Phoenix, Cineaste, Contemporary Women's Writing, TIME, The Nation, et Boston Review ,,. Sa bourse comprend plus de 50 essais sur des anthologies de la culture et la politique LGBTQ.
Il a été membre du collectif Fag Rag de 1971 à 1998 et du collectif Good Gay Poets, il est aussi membre fondateur de la Boston Gay Review, et coordinateur pendant cinq ans dans les années 1990 pour OutWrite: Conférence littéraire lesbienne et gay.
Bronski reçoit en 1995 le AIDS Action Commitee Community Recognition Award pour ses années de journalisme portant sur des sujets liés aux homosexuels et au sida. En 1996, il reçoit le Cambridge Lavender Alliance Lifetime Achievement Award.
En 1999, la Fondation du prix Anderson lui décerne le prix Stonewall en reconnaissance de sa contribution à l'amélioration de la vie des personnes LGBT aux États-Unis .
Son ouvrage A Queer History of the United States (en) remporte le prix Lambda Literary et le Stonewall Book Award en 2012. Bronski remporte également deux prix Lambda Literary comme éditeur d'anthologies, en 1997 pour Taking Liberties: Gay Men's Essays on Politics, Culture, & Sex et en 2004 pour Pulp Friction: Uncovering the Golden Age of Gay Male Pulps.
Bronski a consulté sur le contenu LGBT et a analysé les résultats des groupes de discussion pour MTV / Logo en 2014 et a écrit dix biographies de personnages historiques LGBT notés pour la programmation MTV / Logo June Pride Month en 2017.
En 2017, il reçoit le prix Bill Whitehead Award for Lifetime Achievement du Publishing Triangle.
Il est maître de conférences en Women's studies, en études de genres et en études juives au Dartmouth College, où il reçoit le Distinguished Lecturer Award en 2008 et le Leadership Award 2004 de la Dartmouth Gay and Lesbian Alumni Association. Il est ensuite professeur en pratique des médias (Practice in Media) et activisme dans le cadre d'études de genre et sexualité à l'université de Harvard.

## Vie privée
Bronski réside à Cambridge, dans le Massachusetts, aux États-Unis depuis 1971. Il était le compagnon du poète américain Walta Borawski, décédé en 1994. 

### Ouvrages
- Culture Clash: The Making of Gay Sensibility (South End Press, 1984)
- The Pleasure Principle: Sex, Backlash and the Struggle for Gay Freedom (St. Martin's Press, 1998)
- Pulp Friction: Uncovering the Golden Age of Gay Male Pulps (St. Martin's Press, 2003)
- A Queer History of the United States (Beacon Press, 2011)
- You can tell just by looking: and 20 other myths about LGBT life and people (co-authored with Ann Pellegrini and Michael Amico, Beacon Press, 2013)
- Considering Hate: Violence, Goodness, and Justice in American Culture and Politics (co-authored with Kay Whitlock, Beacon Press, 2015)
- A Queer History of the United States for Young People (Beacon Press, Boston, 2019)

### Articles
- Taking Liberties: Gay Men’s Essays on Politics, Culture, & Sex (Editor, Masquerade Books, New York, 1996)
- Out-Standing Lives: Profiles of Lesbians and Gay Men. (Advisory Editor, Visible Ink, 1997.)
- Gay and Lesbian Biography (Advisory Editor, Gale Research, 1997)
- Flashpoint: Gay Male Sexual Writing (Editor, Masquerade Books, New York, 1997)
- Queer Ideas/ Queer Action series (Beacon Press, 2007-2013)
- Lesbian, Gay, Bisexual and Transgender History: Critical Readings Vol. 1-4 (Bloomsbury, 2019)